# Rio Jovem Guarda
Rio Jovem Guarda foi um programa produzido pela TV Rio de 1965 até 1968 inicialmente às quartas-feiras e a partir de 1967 às sextas feiras, às 20h30, apresentado por Roberto Carlos, Erasmo Carlos e Wanderléa e a presença de cantores diversos da Jovem Guarda, revelando, inclusive, vários deles. O programa teve vários patrocinadores entre eles Varig, Kolynos e Guaraná Antarctica.